# Eve Branson
Evette Huntley Branson (Edmonton, 12 de julio de 1924 - 8 de enero de 2021) fue una filántropa británica, defensora del bienestar infantil y madre de Richard Branson.

## Biografía
Evette (de soltera Flindt) nació en Edmonton, Inglaterra, hija de Dorothy Constance (de soltera Jenkins) y el Mayor Rupert Ernest Huntley Flindt. Como adulta joven, sirvió en el Servicio Naval Real de Mujeres (WRENS) durante la Segunda Guerra Mundial. Después de que terminó la guerra, realizó una gira por Alemania como bailarina de ballet con la Asociación Nacional de Servicios de Entretenimiento (ENSA). Más tarde se convirtió en anfitriona de una aerolínea para British South American Airways. Después de casarse, Branson dirigió un negocio inmobiliario y fue oficial de policía militar y oficial de libertad condicional. También escribió novelas y libros para niños.
En 2013, Branson publicó su autobiografía, Mum's the Word: The High-Flying Adventures of Eve Branson.

## Trabajo caritativo

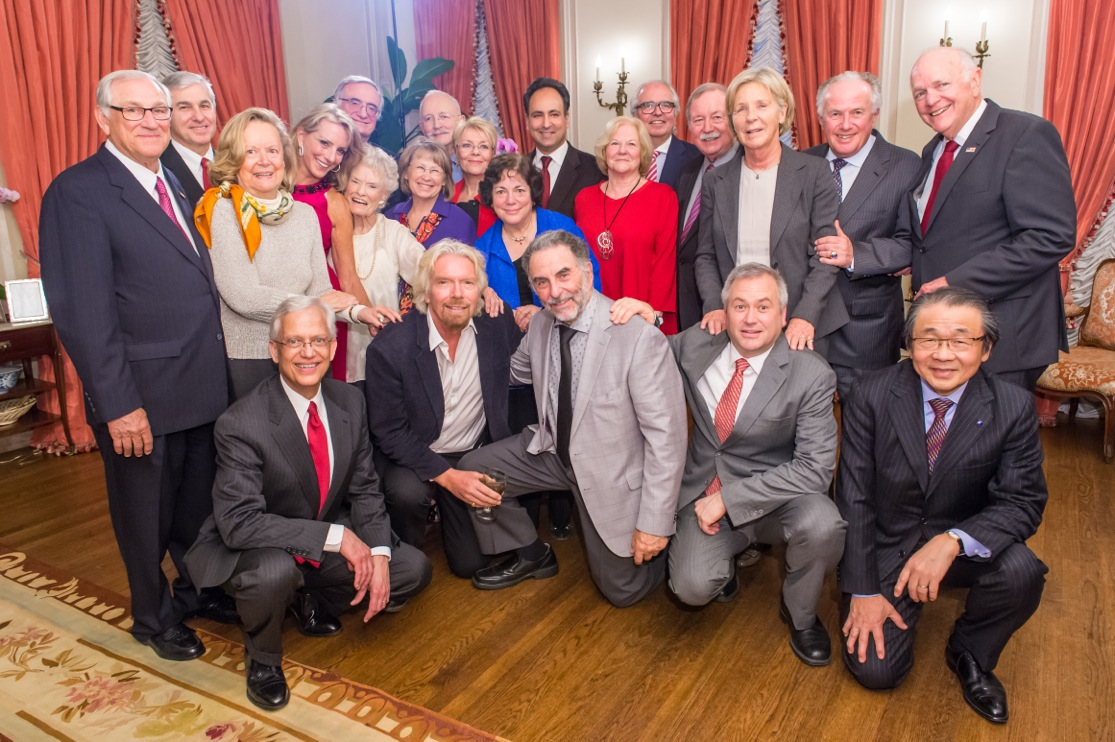
Eve Branson con la junta directiva del Centro Internacional para Niños Desaparecidos y Explotados

A lo largo de su vida, Branson fue defensora del bienestar infantil. Ella estableció la Fundación Eve Branson y se desempeñó como su directora. Esta organización benéfica proporciona a las comunidades de Marruecos proyectos y formación para generar ingresos.
Branson fue miembro de la junta directiva del Centro Internacional para Niños Desaparecidos y Explotados ("ICMEC"), cuyo objetivo es ayudar a encontrar niños desaparecidos y detener la explotación de niños. Fue miembro fundador de la junta directiva de ICMEC en 1999, buscando generar conciencia sobre el trabajo del centro, y su hijo Richard fue el patrocinador fundador de ICMEC.

## Vida personal
Estaba casada con Edward James Branson, un ex soldado de caballería, que falleció el 19 de marzo de 2011 a la edad de 93 años.
En 2011, Branson escapó de un incendio en la casa caribeña de su hijo en Necker Island.
Branson falleció por complicaciones de COVID-19 en enero de 2021 a la edad de 96 años. Su hijo Richard publicó en línea una celebración de su vida.